# Rue Thomas-Francine
La rue Thomas-Francine est une voie du 14e arrondissement de Paris, en France.

## Situation et accès
La rue Thomas-Francine est une voie publique située dans le 14e arrondissement de Paris. Elle débute au 6, avenue de la Sibelle et se termine au 21, rue de l'Empereur-Valentinien.

## Origine du nom
La rue porte le nom de Thomas Francine, de son nom florentin Tommaso Francini (1571-1651), qui était l'intendant général des Eaux et Fontaines de Paris, Saint-Germain et Fontainebleau sous les règnes d'Henri IV, de Marie de Médicis et de Louis XIII. Il était le fontainier à l'origine de l'aqueduc d'Arcueil, commandé par Marie de Médicis, qui traverse la ZAC Montsouris.
Il fut à la fois ingénieur hydraulique, architecte paysagiste, précurseur d'une véritable dynastie Francine ; on lui devrait notamment la fameuse fontaine Médicis du jardin du Luxembourg.

## Historique
La voie est créée dans le cadre de l'aménagement de la ZAC Alésia-Montsouris sous le nom provisoire de « voie BL/14 » et prend sa dénomination actuelle par arrêté municipal du 6 août 2001.

## Bâtiments remarquables et lieux de mémoire
Au fond de la rue, un « jardin de l'aqueduc » s'étend le long du talus SNCF. Il s'agit d'un espace où les habitants du quartier ont la possibilité de cultiver des micro-parcelles et s'adonner au jardinage écologique.
L'Association Les Jardiniers de l'aqueduc, créée en 2004, a signé une convention avec la ville de Paris afin de gérer ce jardin partagé. En 2011, le jardin obtient le label « espace vert écologique ».
Le but de l'association est de tenter « de dynamiser chaque jour la vie sociale et de mettre en valeur la diversité des populations et des cultures représentées dans le quartier ». Le jardin partagé se « veut aussi être un laboratoire d’apprentissage de la biodiversité et l’éco-citoyenneté où jeunes et adultes d’horizons multiples s’impliquent dans des ateliers pédagogiques ».
Le jardin Marie-Thérèse-Auffray, qui le jouxte, a été inauguré à l'occasion du 75e anniversaire de la Libération de Paris, en 2019.